# Содиков, Саидумархон
Саидумархон Содиков (узб. Саидумар Содиқов; Пустой шаблон {{ВД-Преамбула}} ) — узбекский футболист, нападающий клуба «Сморгонь».

## Карьера

### «Андижан»
Воспитанник футбольной академии узбекского клуба «Андижан». В сезоне 2020 года футболист в составе второй команды клуба выступал в Первой лиге, за которую отличился 2 забитыми голами. В январе 2021 года футболист перешёл в структуру клуба «Турон», где на протяжении сезона выступал в молодёжном первенстве. В начале 2022 года футболист вернулся назад в «Андижан». В клубе футболист также продолжал выступать за молодёжную команду. Дебютный матч за основную команду клуба футболист сыграл 28 июля 2023 года против клуба «Насаф», выйдя на замену на 84 минуте. Однако закрепиться в основной команде клуба футболист так и не смог, продолжая выступать за молодёжный состав. По итогу сезона футболист вместе с клубом завершил чемпионат на итоговом седьмом месте. По окончании сезона футболист покинул клуб.

### «ОшГУ-Алдиер»
В феврале 2024 года футболист на правах свободного агента перешёл в кыргызский клуб «ОшГУ-Алдиер», с которым подписал контракт до конца сезона. Дебютировал за клуб футболист 29 марта 2024 года в матче против клуба «Кыргызалтын», выйдя на поле в стартовом составе, также отличившись своим дебютным забитым голом. В четвертьфинальном матче Кубка Кыргызстана 20 июня 2024 года футболист вместе с кубом уступили «Мурас Юнайтед», завершив своё выступление на турнире. По итогу сезона футболист вместе с клубом завершил чемпионат на итоговом седьмом месте. На протяжении сезона футболист выступал за клуб в роли одного из основных игроков, отличившись 4 забитыми голами в рамках чемпионата. По окончании сезона футболист покинул кыргызский клуб.

### «Сморгонь»
В феврале 2025 года футболист проходил просмотр в белорусской «Сморгони». В конце марта 2025 года футболист официально присоединился к белорусскому клубу, подписав контракт до конца сезона. Дебютировал за клуб футболист 29 марта 2025 года в матче против «Слуцка-2024», выйдя на замену на 59 минуте. Дебютным забитым голом за клуб футболист отличился 26 апреля 2025 года в матче против новополоцкого «Нафтана».